# Sympiesis enargiae
Sympiesis enargiae är en stekelart som beskrevs av Miller 1970. Sympiesis enargiae ingår i släktet Sympiesis och familjen finglanssteklar. Inga underarter finns listade i Catalogue of Life.